# Gedenkstätte für sechs unbekannte Häftlinge in Magdala

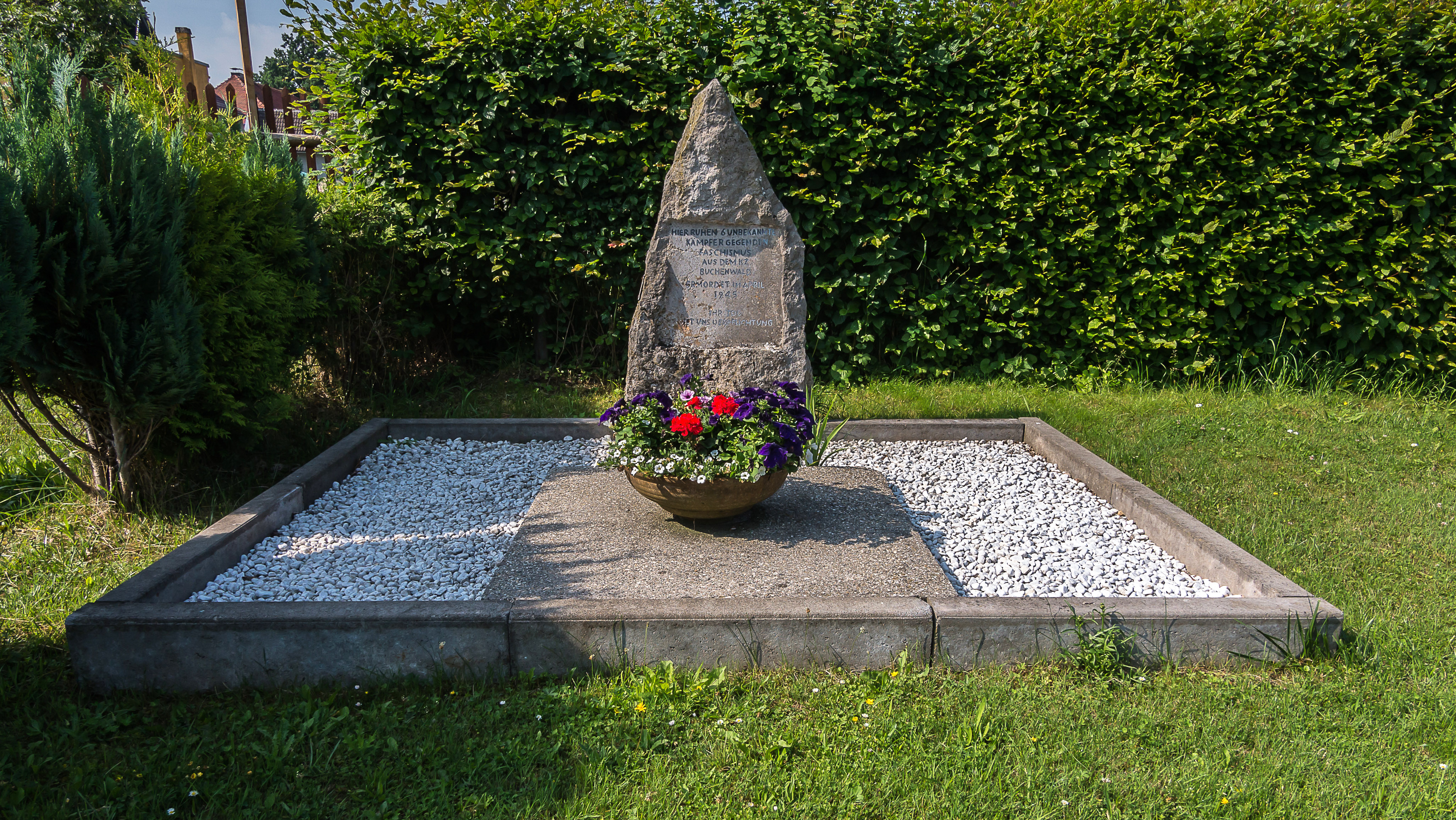
Gedenkstätte für sechs unbekannte Häftlinge

Die Gedenkstätte für sechs unbekannte Häftlinge aus dem KZ Buchenwald befindet sich auf dem Ostfriedhof in Magdala. Die Häftlinge, die auf dem Todesmarsch im April 1945 verstarben und hier bestattet wurden, befanden sich auf dem Todesmarsch vom Außenlager Ohrdruf S III aus zum Konzentrationslager Buchenwald.
Auf dem Gedenkstein befindet sich folgende Inschrift:
HIER RUHEN 6 UNBEKANNTE
KÄMPFER GEGEN DEN
FASCHISMUS
AUS DEM KZ
BUCHENWALD
ERMORDET IM APRIL
1945
IHR TOD
IST UNS VERPFLICHTUNG